# Оарба-де-Муреш
Оарба-де-Муреш (рум. Oarba de Mureș) — село у повіті Муреш в Румунії. Адміністративно підпорядковане місту Єрнут.
Село розташоване на відстані 266 км на північний захід від Бухареста, 23 км на захід від Тиргу-Муреша, 62 км на південний схід від Клуж-Напоки, 136 км на північний захід від Брашова.

## Населення
За даними перепису населення 2002 року у селі проживала 161 особа, усі — румуни. Усі жителі села рідною мовою назвали румунську.